# La strategia della maschera
La strategia della maschera è un film italiano del 1999 scritto, diretto e interpretato da Rocco Mortelliti su un'idea di Andrea Camilleri.

## Trama
A Camarina, Sicilia, alcune maschere che richiamano il teatro greco di Menandro sono sparite. L'anziano archeologo e direttore del museo, Briano Teo Calvani, ne trova solo trenta, mentre è convinto che altre dieci siano state trafugate durante lo scavo. Toccherà al nipote Riccardino, molti anni dopo, ritrovarle per soddisfare il desiderio del nonno espresso in punto di morte. Riccardino, giovane ingenuo e inesperto, va a Roma per accogliere il fratello Ettore di ritorno dall'America e qui sarà costretto a soggiornare più del previsto e ad affrontare rocambolesche avventure fino al ritrovamento delle amate maschere.